# Сюлли-Прюдом
Сюлли́-Прюдо́м (фр. Sully Prudhomme; наст. имя Рене́ Франсуа́ Арма́н Прюдо́м, фр. René François Armand Prudhomme; 16 марта 1839, Париж — 6 сентября 1907, Шатне-Малабри) — французский поэт и эссеист, член группы «Парнас», в 1901 году стал первым лауреатом Нобелевской премии по литературе.

## Биография
Сюлли-Прюдом родился в Париже в 1839 году в семье Рене Армана Прюдома. Когда мальчику было два года, умер его отец, и семья оказалась в затруднительном финансовом положении. Обучался классическим языкам в лицее Бонапарта, а потом в политехнической школе и в 1856 году получил звание бакалавра наук. После этого поступил на службу на один из заводов Крезо, однако вскоре оставил это место и возвратился в Париж, где некоторое время изучал нотариальное право. Там же увлёкся философией и поэзией.
В 1860 году получил должность клерка в одной из нотариальных контор Парижа и таким образом смог себя финансово обеспечить. В свободное от работы в конторе время пишет стихи и публикует их в сборнике «Парнас».
В 1870 году поэт переживает потерю своих самых близких людей, когда за короткий период времени умирают его мать, дядя и тётя. В этом же году начинается Франко-прусская война.
Прюдом был участником Франко-прусской войны, и его здоровье сильно подорвалось в военные годы. Он страдал приступами паралича.
В 1881 был избран членом Французской академии. В деле Дрейфуса был активным сторонником Дрейфуса.
Прюдом скоропостижно скончался 7 сентября 1907 года. Похоронен на кладбище Пер-Лашез в Париже. С течением времени интерес к его творчеству значительно уменьшился, но и поныне существует премия Сюлли Прюдома для молодых поэтов Франции.

## Творчество
Издание первого сборника стихов «Стансы и стихотворения» («Stances et Poémes», 1865) было встречено всеобщим одобрением. Это дало ему возможность посвятить себя всецело литературной деятельности.
Выступая против романтической школы, он начал публиковать свои стихи в сборниках «Парнас» и «Современный Парнас».
В 1869 году выходит в его переводе и с его предисловием первая книга поэмы Лукреция «О природе вещей» и в том же году сборник «Одиночество» («Les Solitudes»).
Другие книги Сюлли Прюдома — «Испытания» («Les Épreuves», 1866), «Авгиевы конюшни» («Les Écuries d’Augias», 1866), «Итальянские зарисовки» («Croquis Italiens», 1868) — сделали его одним из самых популярных поэтов Франции. За ними последовали «Военные впечатления» («Impressions de la guerre», 1870), вдохновлённые его участием во франко-прусской войне, «Судьба» («Les Destins», 1872), «Бунт цветов» («La Révolte des fleurs», 1874), «Франция» («La France», 1874).
В сборнике «Напрасная нежность» («Les Vaines tendresses», 1875), поэмах «Справедливость» («La Justice», 1878), «Счастье» («Le Bonheur», 1888) поднимаются такие темы, как добро и зло, справедливость, любовь и гуманистические идеалы.
В сборниках «Призма» («Le Prisme», 1886) и «Одиночество» («Les Solitudes») (второе издание, 1894), поэт пишет о чувстве безответной любви.
Если первые его работы отличались лиризмом, то последующие тяготеют к философским сюжетам. Его философские эксперименты выразились в поэмах «Справедливость» («La Justice», 1878) и «Счастье» («Le Bonheur», 1888).
В философской лирике поэт затрагивает метафизику и этику, стараясь примирить разум и чувства, предпочитая при этом последние. Он выступает за самоотверженную любовь, а его скептицизм в поэзии никогда не станет формой отчаяния.
Кроме художественных произведений Сюлли Прюдому принадлежат работы теоретического характера: «Выразительность в искусстве» («L'Expression dans les beaux-arts», 1883), «Размышления об искусстве поэзии» («Réflexions sur l’art des vers», 1892) и «Поэтическое завещание» («Testament poétique», 1901), в которых он выступал против бездумного новаторства в поэзии.
В 1881 году был избран членом Французской академии, а в 1901 году ему была присуждена Нобелевская премия по литературе «в знак особого признания его поэтического творчества, которое свидетельствует о возвышенном идеализме, художественном совершенстве и редком сочетании душевных и интеллектуальных достоинств». Известие о том, что выбор Шведской академии пал на Сюлли, было воспринято в мире крайне неоднозначно. Многие считали, что первая премия достанется более крупному таланту, чаще всего называлось имя Льва Толстого. Группа шведских писателей (включая будущую нобелевскую лауреатку Сельму Лагерлёф) во главе с Августом Стриндбергом выступила с открытым письмом, протестующим против решения Академии и выступающим в поддержку Толстого. Решение нобелевского комитета вызвало жёсткую критику и в адрес самого Сюлли Прюдома.
В 1890-е годы поэт был достаточно популярен в России. Самое знаменитое стихотворение Прюдома «Разбитая ваза» перевёл Алексей Апухтин, переводил его стихи также Иннокентий Анненский.
В последние годы жизни, находясь под влиянием Блеза Паскаля, Сюлли-Прюдом полностью посвятил себя философии. Таким образом появился трактат «Истинная религия Паскаля» (1905) и другие философские работы, такие как «Проблема конечной цели» (1903) и «Психология свободного выбора» (1906).

## Произведения

### Поэзия
- Стансы и стихотворения (Stances et poèmes, 1865)
- Испытания (Les Épreuves, 1866)
- Итальянские зарисовки (Croquis italiens, 1866-68)
- Одиночество (Les Solitudes, 1869)
- Военные впечатления (Impressions de la guerre, 1870)
- Напрасная нежность (Les vaines tendresses, 1875)
- Призма (Le Prisme, 1886)
- Обломки (Les Épaves, 1908)

### Поэмы
- Авгиевы конюшни (Les Écuries d’Augias, 1866)
- Судьба (Les Destins, 1872)
- Бунт цветов (La Révolte des fleurs, 1874)
- Франция (La France, 1874)
- Зенит (Le Zénith, 1875)
- Справедливость (La Justice, 1878)
- Счастье (Le Bonheur, 1888)

### Литературно-критические и философские работы
- Выразительность в искусстве (L’expression dans les beaux-arts, 1883)
- Размышления об искусстве поэзии (Réflexions sur l’art des vers, 1892)
- Поэтическое завещание (Testament poétique, 1901)
- Проблема целевых причин (совместно с Ш. Рише) (Le Probleme des causes finales, 1903)
- Паскаль об истинной религии (La vraie religion selon Pascal, 1905)
- Психология свободного выбора (Psychologie du libre arbitre, 1906)
- Три социологических исследования (?)
- Интимный дневник (?)

## Издания на русском языке
- Сюлли-Прюдом в переводах Андреевского, Анненского, Апухтина и др. — СПб, 1911.
- Избранные стихотворения / сост. П. Н. Петровский. — М., 1913.
- Избранные стихотворения / сост. П. Н. Петровский. — М., 1924.
- Стихотворения // Поэты — лауреаты Нобелевской премии. Антология. — М., 1997. (Библиотека «Лауреаты Нобелевской премии»).
- Избранные стихотворения / сост. Н. Н. Митрофанов. — М., 2007.